# Stefano Miccolis
Stefano Miccolis (Corato, 10 novembre 1945 – Corato, 1º dicembre 2009) è stato un filosofo e storico italiano, considerato uno dei massimi studiosi di Antonio Labriola.

## Biografia
Dal suo paese natio si trasferì a Perugia per gli studi universitari, laureandosi in filosofia a pieni voti, a soli 21 anni, con una tesi dal titolo «Il pensiero politico crociano e la genesi del liberalismo». Abilitatosi tre anni dopo cum laude all'insegnamento di storia e filosofia, professore in vari licei della provincia, occupò una cattedra stabile presso l'Istituto tecnico per geometri a Perugia, accostando l'insegnamento di estetica all'Accademia di belle arti "Pietro Vannucci". Sempre giovanissimo divenne responsabile del settore culturale del PCI per la regione Umbria; ma, preso dagli studî e dall'insegnamento, lasciò l'incarico, comunque seguendo sempre le vicende politiche con attenzione e passione.
La sua è stata una formazione liberale: considerava suoi padri spirituali Antonio Labriola, Benedetto Croce, Piero Gobetti. Dalla fine degli anni Settanta la sua vita sarà rivolta allo studio del filosofo cassinese Antonio Labriola, da Miccolis ritenuto «un buon punto per capire la storia d'Italia». Nascerà quindi il Carteggio labrioliano, in cinque volumi, presentato da Claudio Cesa all'Accademia dei Lincei nel 2006, edito per gli auspici e con il contributo dell'Istituto italiano per gli studi storici e dell'Università degli Studi di Napoli "L'Orientale" e favorito dalla consultazione, nel frattempo divenuta possibile, delle carte Labriola del Fondo Dal Pane, acquistato dalla Società napoletana di storia patria. Su tale monumentale lavoro è stato scritto: «un evento letterario, probabilmente l'acquisizione più importante tra le fonti della cultura italiana postunitaria; e, di più, senza esagerazione, si presenta come un capolavoro ecdotico, per accuratezza filologica ed esaustività del commento. Miccolis era certo divenuto col tempo l'esperto più sicuro della impervia grafia del suo autore, della quale conosceva ogni piega e ogni anomalia, dei contesti politici e culturali in cui Labriola si muoveva, […] della spezzettata, dispersa e contorta bibliografia labrioliana, difficile da padroneggiare: si era anche impadronito, in base a una sensibilità linguistica non comune, del "vocabolario" dell'Autore in tutte le sue sfumature, ed era perciò in grado di respingere o di dubitare di attribuzioni di testi, datazioni improbabili, letture sghembe». 
Miccolis scrisse inoltre sistematicamente per varie riviste (Rivista di storia della filosofia, il Giornale critico della filosofia italiana, Belfagor, Critica storica, Nuovi studi politici, etc.); numerosi sono i suoi saggi e notevoli gli ulteriori apporti documentari alla bibliografia labrioliana.
Negli ultimi anni collaborò intensamente con l'Istituto italiano per gli studi storici e la Fondazione Biblioteca Benedetto Croce: aveva il compito di revisionare i carteggi crociani, e sotto il suo controllo passavano i volumi dell'Edizione nazionale delle opere di Croce. È stato anche uno dei principali animatori dell'Edizione nazionale delle opere di Labriola, per la quale aveva contribuito a definire il piano editoriale, i criteri metodologici, e il problema del rapporto tra l'opera edita di Labriola e il fondo manoscritto della Società napoletana di storia patria.

## Opere principali
- A. Labriola, Il carteggio di Antonio Labriola conservato nel Fondo Dal Pane, a cura di S. Miccolis, «Archivio storico per le provincie napoletane», CVIII-CIX (1990-91), pp. 1–409
- «Con la Sua calligrafia che mi ricorda i papiri greci...». La filologia, la guerra, la Crusca nel carteggio di Croce con Pistelli e Teresa Lodi, a c. di S. Miccolis e A. Savorelli, in Gli archivi della memoria, Firenze, Biblioteca Medicea Laurenziana, 1996, pp. 91–126, (rist. in Gli archivi della memoria e il Carteggio Salvemini-Pistelli, a c. di R. Pintaudi, Firenze, Biblioteca Medicea Lauenziana, Polistampa, 2004, pp. 118–126)
- A. Labriola, La politica italiana nel 1871-1872. Corrispondenze alle « Basler Nachrichten », a cura di S. Miccolis, Napoli, Bibliopolis, 1998
- A. Labriola, Carteggio, 1881-1904, 5 voll., a cura di S. Miccolis, Napoli, Bibliopolis, 2000-2006
- S. Miccolis, Labriola, Antonio, in Dizionario biografico degli italiani, LXII, 2004, pp. 804–814
- A. Labriola, L'università e la libertà della scienza, a cura di S. Miccolis, Torino, Aragno, 2007.
- A. Labriola, Giordano Bruno. Scritti editi ed inediti (1888-1900), a cura di S. Miccolis e A. Savorelli, Napoli, Bibliopolis, 2008
- S. Miccolis, Antonio Labriola. Saggi per una biografia politica, a cura di A. Savorelli e Stefania Miccolis, Milano, UNICOPLI, 2010
- S. Miccolis, Gli scritti politici di Antonio Labriola editi da Stefano Miccolis, a cura di A. Savorelli e Stefania Miccolis, Napoli, Bibliopolis, 2010